# Hachiouji
Hachiōji (八王子市 Hachiōji-shi) er en by og kommune i Japan med 575.721 (2021). Byen udgør en del af Tokyo Metropolis og er beliggende omkring 40 km. vest for centrum af Tokyos 23 bydistrikter.
Per 1. januar 2010 havde Haciouji 551.901 indbyggere og en befolkningstæthed på 2.962,27 per km². Det tatale areal er på 186,31 km². Hachiouji er på tre sider omgivet af bjerge, hvilket former Hachiouji Basin som er åbent i øst i retning af Tokyo. Bjergene i sydvest inkluderer Mount Takao (599 m) og Mount Jinba (857 m), to populære vandrer-destinationer som kan nås med tog og bus. To betydningsfulde nationale hovedveje, Rute 16 forbinder Kawagoe i nord med Yokohama i syd, mens Rute 20 udgør den tidligere Kōshū Kaidō.

## Historie
Tiltrods for at Hachiouji først fik bystatus 1. september 1917, har det været et vigtigt trafikknudepunkt og post-by langs Kōshū hovedvej, hovedvejen der forbandt det historiske Edo (nutidens Tokyo) med det vestlige Japan især under Edo-perioden. I en kortere årrække eksisterede en borg i området Hachiōji Castle (八王子城 Hachiōji-jō). Den blev opført i 1584 af  (北条氏照 Hōjō Ujiteru), men blev ødelagt i 1590 under general Toyotomi Hideyoshis forsøg på at opnå overherredømmet over Japan. Under Meiji-perioden var Hachiouji en vigtig lokalitet for produktion af silke og silketekstiler.  Industrien uddøede dog først i 1960'erne. I dag fungerer Hachiouji primært som en pendlerby for folk der arbejder i Tokyo og som en lokalitet for mange uddannelsesinstitutioner og universiteter.
Under Sommer-OL 1964 var byen vært for konkurrencerne i landevejscykling og banecykling.

## Attraktioner
Hachiouji strækker sig over et stort område og har så forskelligartede områder som en tætbefolket bymidte, et shoppingdistrikt og til tyndtbefolkede landområder i vest. Mt. Takao (599m) er en en populær vandrerdestination i sydvest, med let adgang fra Keio Takao Line. Det er berømt for Takao helligdommen (高尾神社 Takao-jinja) og Shingon Buddhisttemplet  (高尾山薬王院有喜寺 Takao-san Yakuōin Yūkiji). Tama Forest Science Garden er også interessant. Mt. Jinba (855 m) er sværere at nå, da det kræver en times bustur fra bymidten. Det er alligevel populært pga. en storslået udsigt mod bjerget Fuji.
Der findes enkelte ruiner efter Hachiouji Castle. Imperial Mausoleum (多摩御陵 Tama Goryō) huser resterne af Kejser Taishō og Kejser Shōwa.
- Bjerget Takao
- Shōwa kejserens grav
- Taishō kejserens grav

## Uddannelse

### Universiteter
- Chuo University
- Digital Hollywood University
- Hosei University (Tama Campus)
- Kogakuin University
- Kyorin University (Hachiōji Campus)
- Meisei University (Hino Campus)
- Nihon Bunka University
- Soka University, which has a sister school in the USA, Soka University of America
- Tama Art University (Hachiōji Campus)
- Takushoku University (Hachiōji Campus)
- Teikyo University (Hachiōji Campus)
- Tokyo Junshin Women's College
- Tokyo Kasei-Gakuin University (Machida Campus)
- Tokyo Metropolitan University
- Tokyo University of Agriculture and Technology
- Tokyo University of Pharmacy and Life Sciences
- Tokyo University of Technology (Hachiōji Campus)
- Tokyo Zokei University of Art and Design